# Aleksander Łoski
Aleksander Łoski herbu Brodzic – kustosz i oficjał łucki, proboszcz jasionecki w 1678 roku, kanonik łucki i proboszcz kleszczelowski w 1667 roku, pleban górski i proboszcz nowowiejski w 1661 roku.
Elektor w 1648 roku z ziemi czerskiej. Był elektorem Michała Korybuta Wiśniowieckiego z województwa rawskiego w 1669 roku.